# Lori vermell
El  lori vermell  ( Eos bornea ) és una espècie d'au de la família dels lloros (Psittacidae). És endèmica dels boscos i matolls tropicals i subtropicals de les Moluques.
Encara que no es considera amenaçada, està protegida pel tractat CITES. És una espècie valorada com a mascota i des de 1981 s'han comptabilitzat gairebé 100.000 exemplars en el comerç internacional.

## Taxonomia
Té descrites dos subespècie s:
- E. b. bornea  (Linnaeus, 1758)
- E. b. cyanonotha  (Vieillot, 1818)